# 电桥电路
电桥电路，又作桥式电路，是一种电路类型，是在两个并联支路当中各支路的中間节点（通常是兩元器件之間连线的一点）插入一個支路，來將兩個並联支路橋接起來的電路。最初，桥式电路是被发明用作实验室中的精确度量，其中一個并联支路中点旁的一個元器件，在使用時是可調整参数的。而到現今，桥式電路被广泛应用于各式线性及非线性電路上，包括仪器仪表、電子滤波器及電能转换等场合。

惠斯登橋式電路的電路圖

最知名的电桥电路为惠斯登电桥，它是英國科學家兼數學家塞繆爾·亨特·克里斯蒂發明並知名於英國科學家兼發明家查爾斯·惠斯登，用於電阻的精確測量。如右圖所示，它由四個電阻器按圖示連接而成，其中電阻R1、R3的電阻值是已知的，而電阻R2的電阻值是可調整而且可讀數的（像是精密可調電阻箱），電阻器Rx電阻值待測量。結點A、C分別是電路的直流穩壓電源（如電池）的正、負兩連接端，結點B、D以一隻檢流計連接。使用時，調整可調電阻器，直到檢流計指針位於中點零點上（B、D兩點間電壓為零），此時可調電阻器上的讀數就是待測量電阻的電阻值。此外，因為可調電阻的電阻值與它相鄰的電阻R1的電阻值的比值，和待測電阻的電阻值與電阻R3的電阻值的比值，是相同的，這使得待測電阻的電阻值是可以由測量數據計算出來。
惠斯登電橋也曾用來整體測量交流電路的阻抗值，或是分別測量電阻值、電感值、電容值以及耗散因數。這些基於惠斯登電橋衍生而來用於測量其它電路參數的橋式電路，像是维恩电桥、马克斯威电桥以及黑維賽電橋。它們的原理是相同的，都是共用一個直流穩壓電源，用兩個並聯支路之間連接的電位計比較兩支路間的電位差來判別兩支路電位是否相同，進而計算待測物理量。
在電源供應設計當中，由二極體或功能相似的器件（如閘流體）搭建的橋式電路或橋式整流器，用作電流整形，像是將極性交替變換或是其它流動方向不確定的電流，轉換為只往一個確定方向流動的電流。
在一些电机控制器，H桥用于控制电机转动的方向。

## 分類
- 惠斯通电桥
- 维恩电桥（英语：Wien bridge）
- 马克斯威电桥
- H橋
- 丰塔纳电桥（英语：Fontana bridge）
- 二极管电桥
- 凯尔文电桥
- 格型滤波器（英语：Lattice filter）
- 桥接式T型电路（英语：Bridged T circuit）
- 凯里·福斯特电桥（英语：Carey Foster bridge）

## 外部連結
- 吉姆·威廉（英语：Jim Williams (analog designer)）, "Bridge circuits: Marrying gain and balance" （页面存档备份，存于）, Linear Technology Application Note 43, June 1990.
- Bridge circuits （页面存档备份，存于） - Chapter 8 from an online book.